# بوست إن إل

شعار تي إن تي السابق

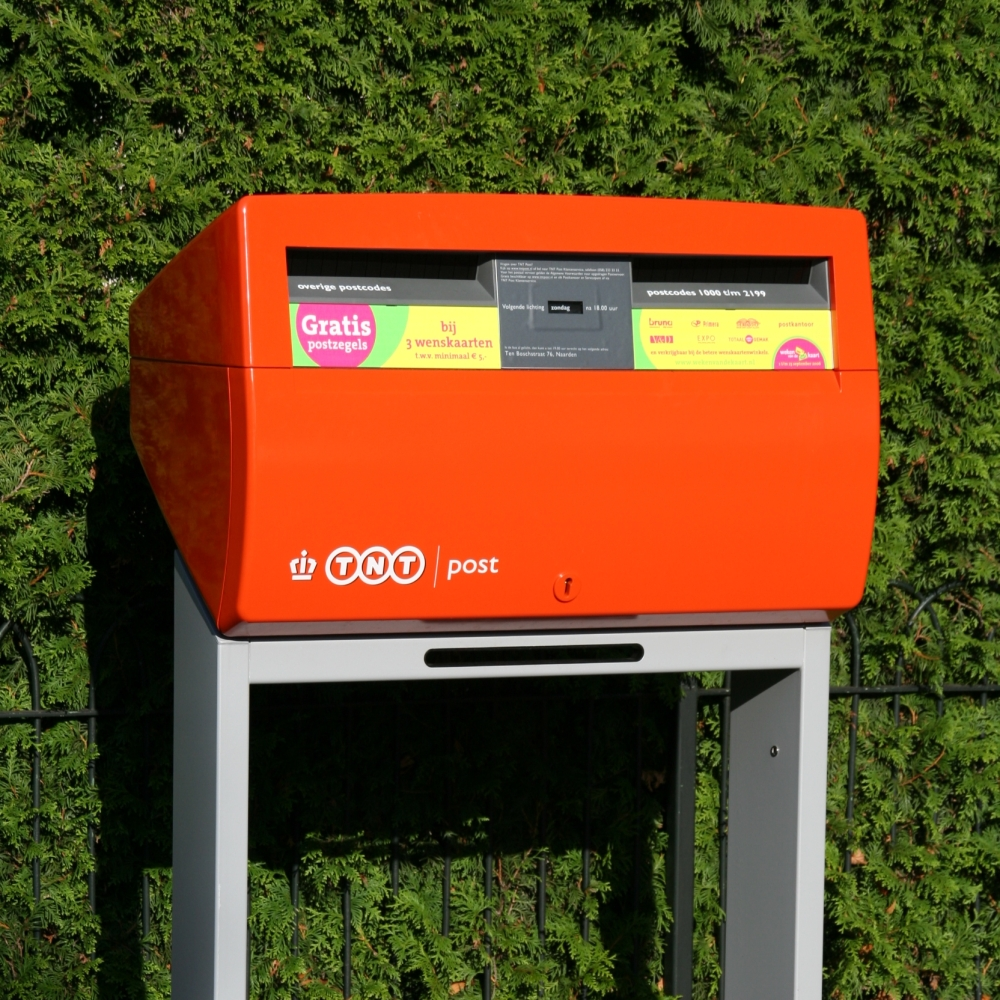
صندوق البريد تي إن تي

بوست ان ال هي شركة البريد والطرود والتجارة الإلكترونية التي تعمل في هولندا وألمانيا وإيطاليا وبلجيكا والمملكة المتحدة. يوفر التوصيل العالمي في هولندا، وهو مدرج بشكل عام في يورونكست أمستردام.   كانت الشركة معروفة باسم تي إن تي حتى تم فصل تي إن تي إكسبريس عنها في مايو 2011 ، وتمت تسمية باقي الشركة باسم بوست إن إل.

## روابط خارجية
- الموقع الرسمي